# Instituto de Física da Universidade de São Paulo

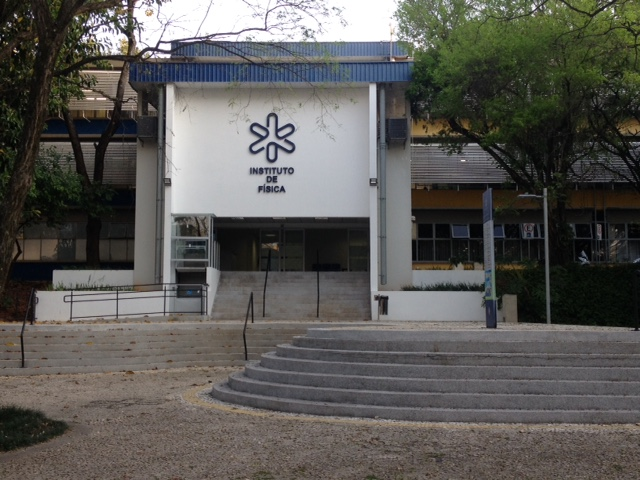
Reabertura da entrada na Rua do Matão para o Instituto de Física da USP.

O Instituto de Física da Universidade de São Paulo (IFUSP) é a maior e mais antiga instituição de pesquisa e ensino de Física no Brasil.  Vinculada à Universidade de São Paulo, constitui-se em uma instituição pública de ensino superior, e está localizada no campus da Cidade Universitária Armando de Salles Oliveira, em São Paulo, à Rua do Matão, 1371. Tem origem nos departamentos de Física da Escola Politécnica da Universidade de São Paulo e da antiga Faculdade de Filosofia, Ciências e Letras, reunidos no Instituto a partir de 1970.
Desde 2021, o Instituto tem em seus quadros 388 alunos de pós-graduação, destes 163 de mestrado, 176 de doutorado e 49 especiais, e 1.112 alunos de graduação matriculados no segundo semestre, destes 630 de bacharelado e 482 de licenciatura. Dentre seus servidores, o Instituto dispõe de 118 docentes e 257 técnico-administrativos. Em 2007, o IFUSP contribuiu com mais de 40% das pesquisas nacionais em Física, segundo a Sociedade Brasileira de Física (SBF)[carece de fontes?], desempenhando assim um papel de destaque no ensino, pesquisa e desenvolvimento das atividades de física, além de diversos programas em extensão.
Suas instalações no campus ocupam mais de 20 edifícios que abrigam salas de aulas, auditórios, laboratórios didáticos, laboratórios de pesquisa, oficinas e escritórios de administração. A área construída chega a 40.000 m², num total de 80.000 m² de área útil. Também existe um Restaurante Universitário da Física (RU), conhecido popularmente por "Bandejão", no complexo do IFUSP. Este atende estudantes de toda a universidade e alunos visitantes, desde que cadastrados e autorizados previamente a fazer refeições no RU. Como todas as unidades da Universidade, ele é mantido com o repasse de verbas do Tesouro do Estado de São Paulo destinadas à USP e às outras universidades públicas estaduais. Recebe também verbas para pesquisas a partir de diversas agências financiadoras, como o CNPq, FINEP, CAPES, FAPESP etc., com as quais mantém laboratórios experimentais em física nuclear, detectores e instrumentação, física do estado sólido e baixas temperaturas, física de plasmas, cristalografia, óptica, epitaxia dos feixes moleculares, microscopia eletrônica, biofísica, poluição do ar, análise de materiais por feixes iônicos, etc.

## História
Inicialmente criado como uma modesta seção da Faculdade de Filosofia, Ciências e Letras da Universidade de São Paulo (FFCL-USP), em 1934, pelo físico russo-italiano Gleb Wataghin, foi em dezembro de 1969, atráves da reforma universitária, que foram aprovadas as criações dos vários institutos da USP, marcando assim, no inicio de 1970, a fundação do IFUSP com três Departamentos: Física Nuclear, Física dos Materiais e Mecânica e Física Geral e Experimental, que representavam os principais tópicos de pesquisa na época.
Com a missão de contratação de professores para compor o quadro docente da futura FFLCH-USP, o engenheiro-matemático Teodoro Ramos convida o Físico Enrico Fermi (Nobel de Física em 1938) para compor as cátedras de Matemática e Física. No entanto, Fermi prefere permanecer na capital italiana e indica o jovem físico ucraniano, naturalizado italiano, Gleb Vassielievich Wataghin, que inicialmente recusa a indicação mas acaba aceitando o convite e vindo para o Brasil em abril de 1934 .
Com a missão de lecionar na nova universidade que se estabelecia em São Paulo, a Universidade de São Paulo - USP, Wataghin chegou a São Paulo e se estabeleceu como professor da unidade nuclear e primordial da USP, a FFCL-USP, cuja tarefa específica era a de desenvolver a parte científica e de criar os laboratórios e todas as estruturas necessárias na faculdade. Sua vinda para o Brasil inaugurou uma nova concepção do ensino da Física e abriu duas correntes de pesquisa, uma voltada para a Física teórica e outra voltada para a física experimental de raios cósmicos.
No decurso de seus projetos, Wataghin traz ao Brasil muitos físicos com encargos a longo prazo, primeiro entre todos Giuseppe Occhialini (lembrado familiarmente na física italiana como Beppo), naquele tempo já famoso por ter fornecido, em 1933, junto a Blackett, uma confirmação da existência do elétron positivo (pósitron) do qual, pouco antes, Carl David Anderson havia anunciado a descoberta. Além desses, o Brasil recebeu também grandes cientistas que prestaram suas colaborações, dentre eles, Arthur Compton, Hideki Yukawa, David Bohm e tantos outros.
A primeira turma de físicos da USP se formou em 1936, ela era composta de alunos que se tornariam pesquisadores notáveis, como Marcello Damy de Souza Santos e Mario Schenberg. A segunda turma se formaria em 1937, com a presença da primeira mulher graduada em física no Brasil: Yolande Monteux. Ela teve trabalhos de reconhecida importância apresentados em simpósios nos anos seguintes e por mais de 20 anos foi uma das poucas mulheres com diploma superior trabalhando no Instituto de Pesquisas Tecnológicas (IPT).
Dentre os formados em 1936, Mario Scheberg seria um dos principais ícones da Física no Brasil. Torna-se assistente de Wataghin em 1937 e, comissionado pelo Governo do Estado, viaja para a Itália e Suíça onde estagia com Enrico Fermi e Wolfgang Pauli. De volta à USP, realiza trabalhos com Giuseppe Occhialini, sobre raios cósmicos, com Abrahão de Moraes, em física de dielétricos, com Walter Schützer e César Lattes, em cálculos de fundamentos do eletromagnetismo, entre outros, e publica nos Anais da Academia Brasileira de Ciências.
Wataghin permaneceu no Brasil até 1949 e continuou sua carreira na Itália, mas o seu legado passou de geração em geração.
“Os alunos de seus alunos espalharam-se por diferentes lugares, contribuindo para fazer a física brasileira o que ela é hoje”. Salmeron, 2002

## Estrutura

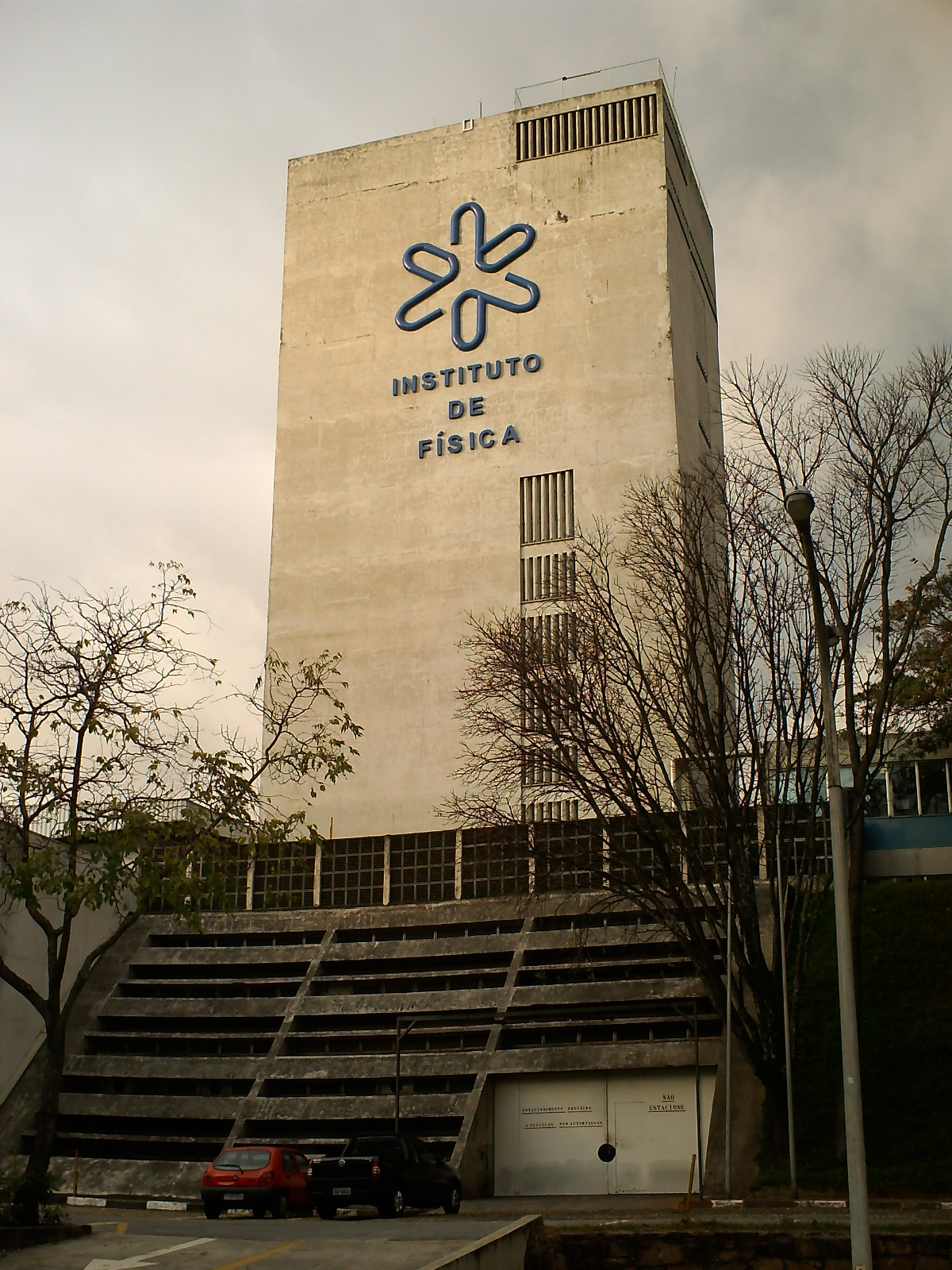
Torre do acelerador de partículas Pelletron, do Laboratório Aberto de Física Nuclear (IFUSP)

A atividade em física matemática e Teórica é intensa e há diversos grupos de física aplicada. O Instituto cobre quase todas as áreas da física e é, nesse sentido, a instituição brasileira mais completa. A infra-estrutura técnica e administrativa inclui oficinas mecânicas, eletrônicas, de alto vácuo e instalações de computação. A biblioteca do IFUSP é uma das mais completas do país. O seu acervo atual é constituído de mais de 39.000 livros patrimoniados, 3.800 dissertações e teses, 675 coleções de títulos periódicos, 400 multimeios; 60 publicações IFUSP; 30 apostilas e 250 folhetos. Do ponto de vista didático, o Instituto de Física mantém laboratórios para cerca de 3.000 estudantes da USP, nas áreas de engenharia, ciências exatas e biologia, e mais exposições científicas destinadas a estudantes do ensino fundamental, médio e ao público em geral. A cada ano formam-se cerca de 65 físicos entre bacharéis e licenciados e, na pós-graduação, cerca de 40 mestres e 35 doutores. São publicados anualmente cerca de 800 trabalhos de pesquisa, sendo mais de 400 em revistas especializadas de divulgação internacional.
O IFUSP surgiu em 1970 e compõe-se de seis departamentos:
- Departamento de Física dos Materiais e Mecânica (FMT)
- Departamento de Física-Matemática (FMA)
- Departamento de Física Experimental (FEP)
- Departamento de Física Nuclear (FNC)
- Departamento de Física Aplicada (FAP)
- Departamento de Física Geral (FGE)

## Áreas de pesquisa
O Instituto possui os seguintes laboratórios e grupos de pesquisa:
- Física nuclear
  - Grupo de Hádrons e Física Teórica
  - Grupo de Espectroscopia de Raios Gama
  - Grupo de Reações de Íons Pesados
  - Grupo de Reações Diretas e Núcleos Exóticos
  - Grupo de Fusão de Núcleos Pesados
  - Grupo de Emulsões Nucleares
  - Grupo de Íons Pesados Relativísticos
  - Laboratório de Instrumentação e Partículas
  - Laboratório do Acelerador Linear
- Física atômica, molecular e ótica
  - Grupo de Física Molecular e Modelagem.
  - Grupo de Manipulação Coerente de Átomos e Luz
  - Laboratório de Ótica
- Matéria condensada
  - Grupo Sampa
  - Grupo Nanomol
  - Laboratório de Novos Materiais Semicondutores
  - Laboratório de Filmes Finos
  - Laboratório de Microscopia Eletrônica
  - Laboratório de Materiais Magnéticos.
  - Laboratório de Baixas Temperaturas e Estado Sólido
  - Laboratório de Cristalografia
- Biofísica
  - Grupo de Biofísica
  - Laboratório de Ressonância Magnética
  - Laboratório de Reologia Celular
- Física aplicada
  - Laboratório de Dosimetria da Radiação
  - Laboratório de Cristais Iônicos, Filmes Finos e Datação
  - Grupo de Física Aplicada com Aceleradores
  - Laboratório de Análise de Materiais por Feixes Iônicos
- Outros
  - Grupo de Física Estatística
  - Grupo de Física Matemática
  - Grupo de Fluidos Complexos
  - Laboratório de Fenômenos Não-Lineares
  - Laboratório de Física Atmosférica
  - Laboratório de Física de Plasmas

Além das áreas representadas pelos grupos e laboratórios acima, o instituto apresenta ainda pesquisadores na área de física das partículas e de campos, cosmologia, astrofísica, sistemas dinâmicos, sistemas complexos, dinâmica estocástica e ensino da física.

## Alguns programas oferecidos pelo instituto
Pré-Iniciação Científica - O Programa de Pré-Iniciação Científica (Pré-IC) tem como objetivo contribuir para o aprimoramento do ensino médio através do oferecimento de vivência em ambientes universitários aos alunos do ensino médio.
Iniciação Científica - A Iniciação Científica (IC) é um programa oferecido aos alunos de graduação do IFUSP para introduzir os alunos em um contexto de pesquisa e desenvolvimento. A IC é sempre acompanhada de um professor orientador que supervisiona o trabalho do aluno e coordena as bolsas de auxílio financeiro pagas pelas agências de fomento à pesquisa.
Pós-Doutorado- A participação de pesquisadores com doutorado recente tem importância crescente no desenvolvimento das atividades de pesquisa na USP. Ciente disso, a USP promove o Programa de Pós-Doutorado, que oferece a pós-doutores vantagens semelhantes àquelas dadas aos seus estudantes de pós-graduação. Incluem-se aí benefícios dos serviços de saúde da Universidade, acesso às bibliotecas e aos recursos computacionais. Têm acesso ao Programa de Pós-Doutorado e, portanto, a tais benefícios, tanto os bolsistas de Pós-Doutorado das agências de fomento, tais como a  FAPESP, o CNPq e a CAPES, quanto os Jovens Pesquisadores da FAPESP, e também os bolsistas de outros programas.